# The Pitt
The Pitt är en amerikansk dramaserie i sjukhusmiljö som hade premiär på Max den 9 januari 2025. Den första säsongen som består av 15 avsnitt är skapad av R. Scott Gemmill.
I februari 2025 blev det klart att serien förnyas med en andra säsong, med planerad premiär i januari 2026.

## Handling
Serien utspelar sig på det fiktiva Pittsburgh Trauma Medical Hospital och handlar om vad som sker på dess akutavdelning.

## Rollista (i urval)
| Noah Wyle           | – Dr. Michael "Robby" Rabinavitch |
| Tracy Ifeachor      | – Dr. Heather Collins             |
| Fiona Dourif        | – Dr. Cassie McKay                |
| Taylor Dearden      | – Dr. Melissa "Mel" King          |
| Isa Briones         | – Dr. Trinity Santos              |
| Gerran Howell       | – Dennis Whitaker                 |
| Jalen Thomas Brooks | – Mateo Diaz                      |